# 豊安丸
豊安丸は広島藩が幕末に保有した日本の鉄製外車船。

## 概要
長崎において慶応2年7月17日（1866年8月26日）にイギリス商人オールトより洋銀11万ドルにて購入したもので、原名は「Japan」。1865年にイギリスで建造された船であった。
『海軍歴史』の「船譜」によれば、「豊安丸」はトン数473トン、長さ30間4尺、横幅4間1尺、深さ7尺5寸、126馬力である。トン数は255トンとも。戊辰戦争時には大砲5門を搭載していたものとみられる。
王政復古前の慶応3年11月（1867年11月 - 12月）、「豊安丸」は浅野長勲を大坂へ運んだ。
戊辰戦争時は輸送任務に従事した。慶応4年6月末（1868年8月17日）、江戸・常陸国平潟間で兵員と軍需物資輸送に就く。任を終えた後、故障が発生して横浜で修理をおこなった。修理完了後は東北へ派遣されたが、ボイラーの状態悪化などのため、再び横浜で修理を行っている。明治元年10月（1868年11月 - 12月）、広島藩兵を品川から大坂へ輸送した。
明治2年3月9日（1869年4月20日）、「甲鉄」などとともに品川より出航して宮古湾へ向かう。航行中「豊安丸」ではボイラーの蒸気漏れが発生した。その場では応急的に丸太を打ち込んで処置し、宮古湾到着後に「甲鉄」の火工職による修理がなされた。3月25日（1869年5月6日）、「回天」が「豊安丸」も碇泊していた宮古湾を襲撃した。3月末（1869年5月11日）には青森港で石炭を積み、それを蝦夷地へ運んだ。4月（1869年5月 - 6月）、乙部への上陸作戦に参加する。5月（1869年6月 - 7月）、「豊安丸」は石炭を積んだ和船2隻を三馬屋から冨川（現・北斗市）まで曳航した。